# Martin Chlumecký
Martin Chlumecký (* 11. ledna 1997 Praha) je český profesionální fotbalista, který hraje na pozici středního obránce za český klub FK Pardubice, kde je na hostování z Podbeskidzie Bielsko-Biała. Je také bývalým českým mládežnickým reprezentantem.